# Pho mát Stilton
Stilton là một loại pho mát có nguồn gốc từ nước Anh, được sản xuất thành hai loại: có vân xanh (do có nấm Penicillium roqueforti) để tạo vị đặc trưng, và loại trắng (không có nấm). Cả hai loại Stilton được đăng ký Chứng nhận Nguồn gốc Xuất xứ (PDO) bởi Ủy ban châu Âu, bắt buộc chỉ những pho mát sản xuất tại ba vùng Derbyshire, Leicestershire và Nottinghamshire được phép mang tên Stilton. Loại pho mát này lấy tên từ làng Stilton, hiện tại thuộc Cambridgeshire, Anh quốc, nơi món đặc sản này được bán lâu đời.

## Lịch sử

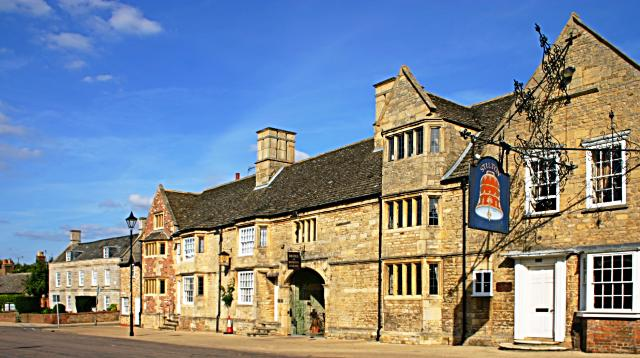
Quán Bell Inn tại Stilton, Cambridgeshire, năm 2005

Frances Pawlett (có tài liệu ghi Paulet), một người làm pho mát tại Wymondham, Leicestershire, thường được ghi công là người từ những năm 1720s đã tạo ra hình thức và phong cách của pho mát Stilton ngày nay, tuy nhiên một số cái tên khác cũng được ghi nhận. Một nghiên cứu đầu thế kỷ 19 do William Marshall xuất bản cung cấp các thông tin logic và lịch sử truyền miệng về mối liên hệ giữa pho mát Stilton được sản xuất tại địa phương và loại pho mát sản xuất công nghiệp sau này được sản xuất từ nơi khác dưới sự hướng dẫn của người địa phương và nhập về bán để thu lợi nhuận cao. Một công thức làm pho mát Stilton được công bố năm 1726 bởi Richard Bradley, về sau trở thành giáo sư ngành Thực vật học tại đại học Cambridge.
Một tài liệu tham khảo khác về pho mát Stilton của William Stukeley cũng được tìm thấy. Daniel Defoe cũng ghi nhận trong tác phẩm năm 1724 của ông mang tên Một chuyến đi vòng quanh toàn bộ hòn đảo Anh rằng "Chúng tôi đi ngang qua Stilton, một thị trấn nổi tiếng với pho mát, cái món được gọi là Parmesan của nước Anh được dọn lên bàn ăn với bọ và giòi bám xung quanh, nhiều đến mức họ cho bạn một chiếc thìa để bạn ăn luôn số giòi bọ cùng pho mát."
Theo Hiệp Hội những nhà làm pho mát Stilton, người đầu tiên đưa pho mát Stilton vân xanh ra thị trường là Cooper Thornhill, chủ quán Bell Inn trên Đại Lộ Bắc qua làng Stilton quận Huntingdonshire, (giờ là quận hành chính thuộc Cambridgeshire). Truyền thuyết kể lại rằng năm 1730, Thornhill tìm ra một loại pho mát có mốc xanh khi đến thăm một trang trại nhỏ gần Melton Mowbray tại vùng ngoại ô Leicestershire – có thể là ở Wymondham. Ông quá thích món pho mát và lập một thuơng vụ độc quyền bán món "Blue Stilton" tại quán Bell Inn. Không lâu sau đó, các cỗ xe ngựa đầy pho mát được giao đến. Vì ngôi làng nằm trên Đại Lộ Bắc, đường huyết mạch cho xe ngựa chạy giữa Luân Đôn và Phía Bắc nước Anh, nên Thornhill có thể bán được hàng và lan rộng danh tiếng của pho mát Stilton rất nhanh.
Năm 1936, Hiệp Hội các nhà làm Phô Mai Stilton (SCMA) được thành lập để thúc đẩy các quy định bảo vệ lượng và chất của pho mát Stilton chính gốc. Năm 1966, Stilton được cấp quyền bảo vệ pháp lý thông qua chứng nhận bảo hộ độc quyền thương hiệu. Đây là loại pho mát Anh duy nhất có được đặc quyền này.

## Sản xuất và được bảo hộ PDO

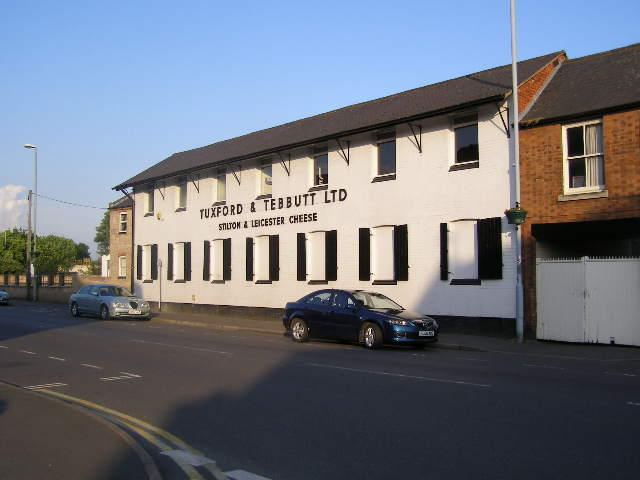
Xưởng sản xuất bơ sữa Tuxford & Tebbutt tại Melton Mowbray

Các đường vân mốc xanh của pho mát Stilton được tạo ra bằng cách làm thủng vỏ pho mát bằng các kim nhọn làm bằng thép không gỉ, để đưa không khí vào lõi. Quá trình sản xuất và ủ chín mất chín đến mười hai tuần.
Để được sử dụng cái tên Stilton, pho mát phải được sản xuất tại một trong ba hạt Derbyshire, Leicestershire và Nottinghamshire và sử dụng sữa thanh trùng cung cấp từ địa phương. Việc sản xuất pho mát Stilton tại các vùng này được bảo hộ bởi Luật Liên minh Châu Âu bằng Chứng nhận Nguồn gốc Xuất xứ (PDO) vào năm 1996. Loại pho mát này vẫn được bảo hộ bởi PDO sau khi có sự kiện Brexit, do Luật Liên Minh Châu Âu (EU và Bắc Ireland) và Luật pháp tại Anh (Anh, Scotland và xứ Wales).
Đến tháng 9 năm 2016, chỉ có sáu doanh nghiệp sản xuất sữa được cấp phép dùng sản xuất Stilton - ba từ hạt Leicestershire, hai từ hạt Nottinghamshire, và một từ Derbyshire – mỗi nguồn này sẽ bị thẩm định thường xuyên bởi một cơ quan thanh tra độc lập được công nhận theo tiêu chuẩn Châu Âu EN 45011. Bốn trong các doanh nghiệp sữa được cấp phép đến từ khu Vale of Belvoir, bao phủ biên giới Nottinghamshire/Leicestershire/Lincolnshire. Vùng này thường được xem là cái nôi sản xuất Stilton, với nguồn sữa tươi từ thị trấn Melton Mowbray và các làng Colston Bassett, Cropwell Bishop, Long Clawson và Saxelbye. Một nguồn cung sữa khác từ Leicestershire là khu Quenby Hall gần làng Hungarton, bên ngoài vùng truyền thống Vale of Belvoir. Quenby Hall tái khởi động việc sản xuất Stilton tại cơ sở mới vào tháng 8 năm 2005 (cơ sở cũ có lịch sử từ thế kỷ 18) nhưng việc sản xuất đã ngừng lại vào năm 2011.
Pho mát Stilton đã được sản xuất tại Derbyshire từ những năm 1900, ban đầu tại Hartington. Xưởng sản xuất thuộc sở hữu của Dairy Crest trước đây tại Hartington đã bị hãng ở Long Clawson mua lại vào năm 2008 và đóng cửa năm 2009, việc sản xuất di dời về Leicestershire. Hai nhân sự ban đầu đã thành lập Hartington Creamery tại  Pikehall trong xóm đạo Hartington, nơi được cấp phép năm 2014. Ba người cộng tác khác sau đó tham gia và tạo ra doanh nghiệp nhỏ nhất trong số sáu công ty được cấp phép sản xuất Stilton. Đến tháng 3 năm 2021, Hartington Stilton vẫn chủ yếu hoạt động tại thị trường Anh nhưng cũng bắt đầu xuất khẩu sang Mỹ, Liên Minh Châu Âu và Canada. Giám đốc công ty trả lời với đài BBC rằng họ có "một sự đột biến về mối quan tâm và nhu cầu tiêu dùng từ Mỹ" nhưng đã phải ngừng bán hàng cho Liên minh châu Âu sau sự kiện Brexit vì chi phí cho một chứng chỉ bác sĩ phẫu thuật thú y.
Pho mát Stilton không thể được sản xuất tại làng Stilton, nơi đã đặt tên cho nó, vì ngôi làng này không nằm trong ba hạt được cấp phép, nhưng được phép tại hạt hành chính Cambridgeshire và hạt lịch sử Huntingdonshire. Công ty The Original Cheese đã đưa đơn lên Sở Môi trường, Thực phẩm và Nông thôn Anh quốc (Defra) để sửa đổi tình trạng PDO của pho mát Stilton nhằm đưa thêm ngôi làng này vào nhưng bị bác đơn vào năm 2013.
Pho mát Stilton cũng được sản xuất tại Staffordshire. Gia tộc Nuttall vùng Beeby, Leicestershire đã mở một xưởng làm pho mát Stilton tại Uttoxeter năm 1892 để tận dụng lợi thế nguồn cung sữa địa phương và giao thông tốt. Tuy nhiên, đơn vị sản xuất này không trụ được lâu và trở thành một nơi sản xuất bơ sữa thông dụng.

## Các đặc điểm được bảo hộ

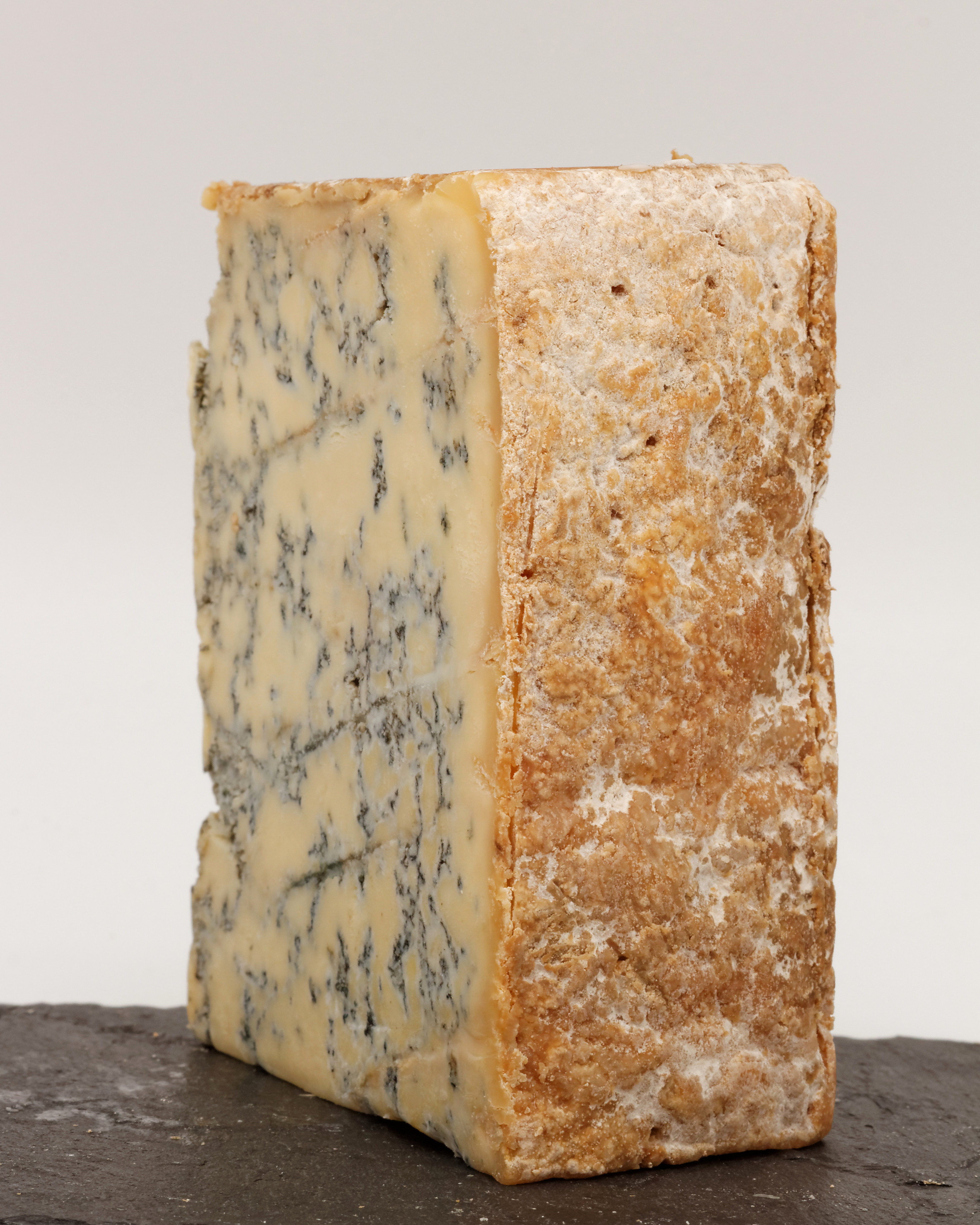
Một miếng Stilton vân xanh, nhìn từ rìa với các lỗ đục trên vỏ

Để được ghi nhãn tên "Blue Stilton" tại Liên minh Châu Âu, sản phẩm phải:
- được sản xuất đặc biệt tại ba hạt Derbyshire, Leicestershire hay Nottinghamshire,
- nếu có thể, chỉ được sử dụng nguồn sữa thanh trùng tại địa phương sản xuất,
- có hình trụ tròn truyền thống,
- có lớp vỏ hình thành tự nhiên,
- chưa bị ép nước,
- có vân xanh tỏa ra từ trung tâm,
- có "hương vị truyền thống Stilton",
- và có ít nhất 48% chất béo sữa trong phần rắn của sản phẩm.

Đáng chú ý, nếu khan hiếm nguồn sữa tại địa phương, sữa có thể thay thế bằng nguồn cung cấp từ các hạt lân cận như Cambridgeshire, Northamptonshire, Warwickshire, Staffordshire, Greater Manchester, Cheshire, Yorkshire, hay Lincolnshire.
Trung bình, pho mát Stilton thành phẩm có 35% chất béo và 23% đạm sữa.

## Các loại pho mát tương tự
Một số các loại pho mát vân xanh cũng được sản xuất tương tự như Stilton vân xanh. Chúng có phần mốc xanh và hương mốc từ một hoặc nhiều loại nấm mốc hoại sinh như: Penicillium roqueforti và Penicillium glaucum. Từ khi Chứng nhận Nguồn gốc Xuất xứ có hiệu lực, một số siêu thị ở Anh đã phải thay đổi bao bì các loại sản phẩm khác sang một danh từ chung chung là "Pho mát vân xanh Anh". Một số các nhà sản xuất khác tự đặt tên mới. Một số tiêu biểu các  "Pho mát vân xanh Anh" là Oxford Blue and Shropshire Blue. Stichelton là một loại pho mát vân xanh Anh khác có ngoại hình giống với pho mát Stilton nhưng không được mang tên Stilton vì không sử dụng sữa thanh trùng hoặc enzyme từ nhà máy sản xuất nên không đạt tiêu chuẩn PDO.
Nhiều quốc gia khác cũng có pho mát vân xanh. Nước Ý có loại pho mát sữa bò Gorgonzola có vân xanh lá. Pháp có các loại pho mát sữa bò mốc xanh tên Fourme d'Ambert của vùng Auvergne, và pho mát sữa cừu mốc xanh Roquefort. Đan Mạch và Hà Lan cũng có các loại pho mát xanh.

## Cách thưởng thức

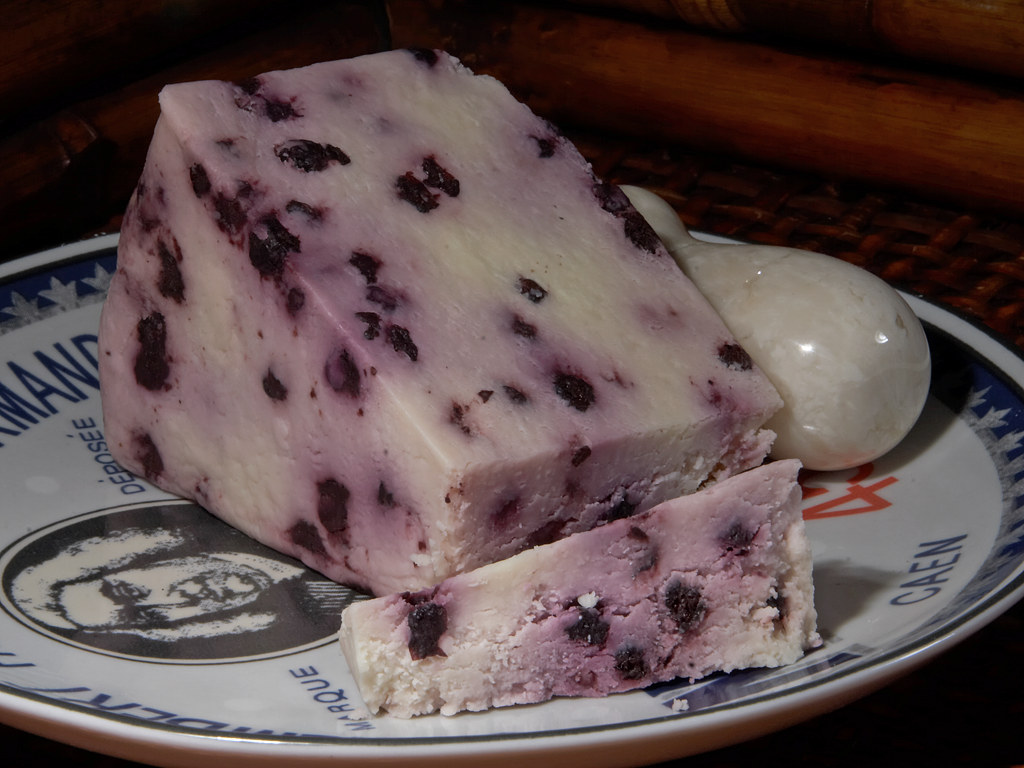
Pho mát Stilton trắng trộn việt quất

Pho mát Stilton có vân xanh thường dùng với cần tây hoặc lê. Nó cũng thường được dùng như gia vị cho món súp rau củ, đặc biệt là súp kem cần tây hoặc súp lơ. Ngoài ra, món pho mát này cũng dùng trực tiếp với nhiều loại bánh mặn, bánh quy và bánh mì khác nhau; làm sốt mặn chan lên bít tết nóng hoặc bào vụn vào món salad. Theo truyền thống, pho mát Stilton vân xanh phải thưởng thức cùng với rượu lúa mạch hoặc rượu vang Bồ Đào Nha, ngoài ra cũng rất hợp khi thưởng thức cùng rượu sherry ngọt hoặc Madeira. Truyền thống khoét lỗ giữa một bánh pho mát Stilton và đổ rượu Bồ Đào Nha vào đó hiện đã bị mai một; tuy nhiên sự kết hợp này lại được bán dưới dạng tuýt có nắp vạn giống như các ống kem đánh răng. Stilton được tiêu thụ nhiều trong Lễ Giáng sinh.
Loại Stilton trắng không có mốc Penicillium roqueforti, thì khá giòn, béo dùng rất nhiều để quết cùng mơ, gừng và các loại quả chua và quả mọng để làm tráng miệng và cũng thường dùng quết cùng với chocolate.
Pho mát Thợ Săn là loại món ăn được làm từ pho mát Stilton vân xanh và pho mát Double Gloucester.

## Trong văn hóa
Tác gia George Orwell viết một bài tiểu luận, "Phản biện về ẩm thực Anh quốc", phát hành lần đầu trên tờ Evening Standard ngày  15 tháng 12 năm 1945. Trong khi liệt kê những điểm sáng của ẩm thực Anh, ông nhắc đến món Stilton: "Và giờ là các món pho mát từ xứ Anh. Chúng không đa dạng lắm, nhưng tôi tự tin Stilton là loại pho mát ngon nhất trong chủng loại này trên thế giới, với Wensleydale chỉ thua kém chút đỉnh."
Hiệp hội những người làm pho mát Stilton sản xuất loại nước hoa tên Eau de Stilton, được miêu tả là "rất khác với các hương nước hoa ngọt ngào thoang thoảng trên phố khi ai đó đi ngang qua bạn."
Cuộc truy tìm một bánh Stilton làm từ sữa chưa thanh trùng là chủ đề một tập phim tên là "Cục Pho mát bự" trong loạt chuơng trình hài kịch Chef!, phát sóng trên BBC1 ngày 25 tháng 2 năm 1993.
Một nhân vật tên G. D'Arcy "Stilton" Cheesewright xuất hiện trông nhiều tiểu thuyết trong loạt truyện về Jeeves của P. G. Wodehouse.

## Chú Thích
1. ↑  "Denomination Information White Stilton cheese; Blue Stilton cheese". Official Journal of the European Union. Lưu trữ bản gốc ngày 22 tháng 7 năm 2015. Truy cập ngày 4 tháng 6 năm 2014.
2. ↑  Linford, Jenny (ngày 20 tháng 10 năm 2008). Great British Cheeses. Penguin. tr. 208–. ISBN 978-0-7566-5100-8. Lưu trữ bản gốc ngày 17 tháng 8 năm 2017. Truy cập ngày 11 tháng 3 năm 2013.
3. ↑  Weinzweig, Ari (ngày 14 tháng 11 năm 2003). Zingerman's Guide to Good Eating: How to Choose the Best Bread, Cheeses, Olive Oil, Pasta, Chocolate, and Much More. Houghton Mifflin Harcourt. tr. 286–. ISBN 978-0-547-34811-7. Lưu trữ bản gốc ngày 31 tháng 5 năm 2021. Truy cập ngày 10 tháng 3 năm 2013.
4. ↑  McCartney, Stewart (ngày 30 tháng 4 năm 2012). Popular Errors Explained. Random House. tr. 36–. ISBN 978-1-4090-2189-6. Lưu trữ bản gốc ngày 31 tháng 5 năm 2021. Truy cập ngày 10 tháng 3 năm 2013.
5. ↑  Hughes, Glyn (ngày 2 tháng 9 năm 2018). "The Foods of England Project: Blue Stilton Cheese". Lưu trữ bản gốc ngày 5 tháng 1 năm 2020. Truy cập ngày 20 tháng 1 năm 2020.
6. ↑  Bradley, Richard (1726). A General Treatise of Husbandry & Gardening. tr. 117–8.
7. ↑  Itinerarium Curiosum, Letter V, dated October 1722.
8. ↑  Everyman's Library (London/New York: Dent/Dutton, 1928), Vol. II, p. 110.
9. 1 2  "Stilton Cheese: History of Stilton". stiltoncheese.com. Lưu trữ bản gốc ngày 14 tháng 11 năm 2018. Truy cập ngày 20 tháng 7 năm 2014.
10. ↑  Edwards, Adam (ngày 20 tháng 6 năm 2006). "The cheese that broke the mould". Daily Telegraph. London. Truy cập ngày 24 tháng 5 năm 2010.[liên kết hỏng]
11. ↑  "Stilton Cheese – The Stilton Producers". stiltoncheese.co.uk. Iconography Ltd. Lưu trữ bản gốc ngày 29 tháng 1 năm 2019. Truy cập ngày 26 tháng 9 năm 2012.
12. ↑  "Quenby Hall administrators seek buyer". meltontimes.co.uk. ngày 22 tháng 4 năm 2011. Lưu trữ bản gốc ngày 2 tháng 10 năm 2011. Truy cập ngày 22 tháng 2 năm 2018.
13. ↑  "This history of Hartington Creamery". Hartington Creamery. Lưu trữ bản gốc ngày 18 tháng 4 năm 2021. Truy cập ngày 18 tháng 4 năm 2021.
14. ↑  "The return of Hartington Stilton". Great British Life. ngày 22 tháng 12 năm 2014. Lưu trữ bản gốc ngày 18 tháng 4 năm 2021. Truy cập ngày 18 tháng 4 năm 2021.
15. ↑  Guard, Amy (ngày 5 tháng 9 năm 2014). "Say cheese! Derbyshire Stilton on sale for first time in five years". Derby Telegraph. Bản gốc lưu trữ ngày 4 tháng 6 năm 2015. Truy cập ngày 22 tháng 2 năm 2018.
16. ↑  "Derbyshire cheese maker upset at £180 post-Brexit Stilton fee". BBC News. ngày 11 tháng 3 năm 2021. Lưu trữ bản gốc ngày 18 tháng 4 năm 2021. Truy cập ngày 17 tháng 4 năm 2021.
17. 1 2  "Stilton ruling 'cheeses off' village". BBC News. ngày 23 tháng 10 năm 2013. Truy cập ngày 28 tháng 12 năm 2011.
18. ↑  The Comprehensive Gazetteer of England & Wales, 1894–1895.
19. 1 2  Trott, Robert E (ngày 12 tháng 1 năm 1994). "Product Specification". Agricultural and Rural Development DOOR. European Commission. Lưu trữ bản gốc ngày 5 tháng 3 năm 2016. Truy cập ngày 24 tháng 1 năm 2016.
20. ↑  "Dutch website dedicated to blue veined cheese (in Dutch)". Lưu trữ bản gốc ngày 11 tháng 7 năm 2019. Truy cập ngày 11 tháng 7 năm 2019.
21. ↑  "Broccoli & Stilton Soup recipe". The Accidental Smallholder. Lưu trữ bản gốc ngày 25 tháng 7 năm 2011. Truy cập ngày 23 tháng 2 năm 2008.
22. ↑  Rubino, G (1991). "The Mediterranean Way of Eating". Rotunda. Quyển 24 số 3. Royal Ontario Museum. tr. 11.
23. ↑  Layton, T. A. (1973). The cheese handbook; a guide to the world's best cheeses, over 250 varieties described, with recipes. New York: Dover Publications. tr. . ISBN 9780486229553.
24. ↑  "Food – Christmas". BBC. Lưu trữ bản gốc ngày 27 tháng 2 năm 2008. Truy cập ngày 25 tháng 12 năm 2019.
25. ↑  "Chocolate cheese hits the shelves". Which? magazine. ngày 5 tháng 4 năm 2007. Lưu trữ bản gốc ngày 17 tháng 10 năm 2007. Truy cập ngày 12 tháng 1 năm 2008.
26. ↑  "Huntsman - Cheese.com". cheese.com. Truy cập ngày 18 tháng 8 năm 2022.
27. ↑  "Stilton scent pleases cheese fans". news.bbc.co.uk. ngày 12 tháng 5 năm 2006. Lưu trữ bản gốc ngày 22 tháng 3 năm 2007. Truy cập ngày 2 tháng 6 năm 2017.